# Combate de Pisco
El combate de Pisco fue un enfrentamiento de la Guerra contra la Confederación Perú-Boliviana, acontecido entre los días 23 y 24 de septiembre de 1838 en el puerto de Pisco.

## Antecedentes
A mediados de septiembre de 1838 salió de Lima el general restaurador peruano Juan José Salas mandando dos compañías del batallón «Colchagua», cincuenta «Cazadores a Caballo» y un cuadro de infantería peruana, con la misión de batir al Coronel Pedernera que ocupaba Pisco. Conducido al sur por la corbeta chilena Valparaíso y tras desembarcar en el puerto de Pisco, el general Salas, dejó al mando del puerto al comandante de la "Valparaiso" el capitán de corbeta Manuel Díaz, internándose en seguida tierra adentro con la finalidad de combatir las partidas confederadas y reclutar nuevas tropas en los valles.

## El combate
El 23 de septiembre de 1838, la guarnición chilena, compuesta por unos 40 marineros armados fue atacada por un escuadrón de Húsares de Junín al mando del coronel Estanislao Correa, quien luego de evadir la columna del general Salas había esperado el momento oportuno para caer sobre los desprevenidos chilenos. El ataque se inició al promediar las 7 de la tarde sosteniéndose el mismo hasta las 8 de la mañana del día siguiente en que rechazados los intentos de auxilio provenientes de la corbeta anclada en el puerto el capitán Díaz rindió su fuerza al coronel confederado.

## Consecuencias
Al tener noticia de la pérdida del comandante de la "Valparaiso" la Comandancia de la Escuadra de Chile envió a Pisco al bergantín "Aquiles" al mando de Bynnon llevando hombres suficientes para reponer las bajas en la tripulación de la "Valparaiso" y con ellos al teniente Buenaventura Martínez para que asumiera el mando de la corbeta.
En este enfrentamiento sería hecho prisionero el futuro Vicealmirante José Anacleto Goñi Prieto y obtendría su libertad el 4 de octubre durante un contraataque aliado y se volvería a incorporar al ejército como Ayudante de Campo. Entre los prisioneros tomados se encontraban también cuatro oficiales peruanos a los que el coronel Correa, mediante un compromiso escrito, garantizó el respeto a sus vidas y propiedades manifestando también que serían tratados "con las consideraciones que requiere su situación, a pesar de pertenecer al ejército restaurador."